# Wojciech z Kościoła
Wojciech z Kościoła herbu Ogończyk, znany również jako Wojciech z Kościelca (żył na przełomie XIV i XV w.) – kasztelan brzeskokujawski w latach 1383–1414.

## Życiorys
W 1413 jako przedstawiciel Powałów, adoptował do herbu Powała (Ogończyk) bojara o imieniu Jerzy Sangaw.

### Życie prywatne
Był synem Dobiesława z Kościelca i nieznanej z imienia i nazwiska matki, z małżeństwa rodziców miał brata Krzesława. Żona również jest nieznana z imienia i nazwiska, miał z nią czterech synów; Wojciecha, Bartosza, Wojsława i Krystyna.